# もう一度逢いたい
「もう一度逢いたい」（もういちどあいたい）は、1976年9月25日に発売された八代亜紀の17枚目のシングル。

## 解説
NHK紅白歌合戦では、第27回と第44回の、計2回歌唱されている。1976年の第18回日本レコード大賞では、本楽曲で最優秀歌唱賞を受賞した。翌年1977年の第19回日本レコード大賞においても、「愛の終着駅」で最優秀歌唱賞を受賞し、2年連続最優秀歌唱賞獲得という快挙を成し遂げた。

## 収録曲
1. もう一度逢いたい（2分57秒）
作詞：山口洋子／作曲：野崎真一／編曲：竜崎孝路
2. 女の燈台（3分02秒）
作詞：小島高志／作曲：広崎竜二／編曲：伊藤雪彦